# Arcidiocesi di Sinnada
L'arcidiocesi di Sinnada di Frigia (in latino Archidioecesis Sinnadensis in Phrygia) è una sede soppressa e sede titolare della Chiesa cattolica.

## Storia
Sinnada di Frigia, identificabile con Şuhut nell'odierna Turchia, è l'antica sede metropolitana della provincia romana della Frigia Salutare nella diocesi civile di Asia e nel patriarcato di Costantinopoli.
Il Martirologio Romano attesta la presenza di alcuni martiri di Sinnada nei primi secoli del cristianesimo: Michele vescovo (23 maggio); Democrito, Secondo e Dionigi (31 luglio); Trofimo (19 settembre), Dorimedonte (20 settembre) . Agapito vescovo è ricordato dal Vetus Martyrologium Romanum al 24 marzo, che al 19 settembre include anche Sabazio.  All'inizio del Novecento è stato scoperto a Sinnada un reliquiario a forma di sarcofago, databile al III o IV secolo, contenente le reliquie di san Trofimo.
Secondo la testimonianza della Storia ecclesiastica di Eusebio di Cesarea, a Sinnada si celebrò, attorno al 230/235, un sinodo che affrontò la questione del battesimo degli eretici. Oltre agli arcivescovi che presero parte ai concili ecumenici del primo millennio (Procopio, Severo I, Mariniano, Severo II, Cosma e Michele), si ricordano: i santi Agapito, Pausicaco e Michele, quest'ultimo morto in esilio a causa della sua ortodossia; Ciriaco, amico di Giovanni Crisostomo e che per un certo periodo subì l'esilio per la sua adesione alla fede nicena; Teodosio, che fu in competizione con Agapito II, vescovo macedoniano; Giovanni I, avversario degli iconoclasti all'epoca del patriarca san Germano; Leone, di cui si sono conservate diverse lettere scritte tra il 995 e il 1003.
Nella prima Notitia Episcopatuum patriarcato di Costantinopoli, tradizionalmente attribuita allo pseudo-Epifanio e composta durante il regno dell'imperatore Eraclio I (circa 640), la sede di Sinnada è elencata al 22º posto nell'ordine gerarchico delle metropolie del patriarcato di Costantinopoli e le sono attribuite 24 diocesi suffraganee. Nella Notitia attribuita all'imperatore Leone VI (inizio X secolo) Sinnada è scesa al 23º posto fra le metropolie del patriarcato e le diocesi suffraganee sono diventate 20. La metropolia è menzionata nelle Notitiae del patriarcato fino al XIV secolo.
Dal XIX secolo Sinnada di Frigia è annoverata tra le sedi arcivescovili titolari della Chiesa cattolica; la sede è vacante dal 10 dicembre 1970.

## Cronotassi

### Arcivescovi greci
- Attico †
- Sant'Agapito I ? † (inizio IV secolo)[7]
- Procopio † (menzionato nel 325)[8]
- Ciriaco † (prima del 404 - dopo il 406)[9]
- Teodosio † (dopo il 406 - prima del 425)[10]
  - Agapito II † (dopo il 406 - prima del 425) (vescovo macedoniano)[11]
- Severo I † (menzionato nel 431)[12]
- Mariniano † (prima del 449 - dopo il 457)[13]
- Teagene † (menzionato nel 536)[14]
- Severo II † (menzionato nel 553)[15]
- Elpidio † (all'epoca dell'imperatore Maurizio)[16]
- San Pausicaco † (menzionato nel 596/602)[17]
- Cosma † (menzionato nel 680)[18]
- Giovanni I † (all'epoca del patriarca san Germano)[19]
- Teodoro † (seconda metà dell'VIII secolo)[20]
- San Michele † (prima del 787 - 23 maggio 826 deceduto)[21]
- Nicola † (menzionato nell'869/870)[22]
- Pietro † (all'epoca del patriarca Fozio)
- Giovanni II † (all'epoca del patriarca Fozio)[23]
- Pantaleone † (menzionato tra il 908 e il 911)[24]
- Fileto † (menzionato tra il 960 e il 963)[25]
- Leone † (all'epoca dell'imperatore Basilio II)
- Michele † (prima del 1072 - dopo il 1082)[26]
- Niceta † (menzionato nel 1094)[26]

### Arcivescovi titolari
- Pedro Rafael González y Calisto † (15 giugno 1893 - 14 luglio 1893 succeduto arcivescovo di Quito)
- Henri-Victor Altamayer, O.P. † (28 agosto 1902 - 12 novembre 1930 deceduto)
- José Belisario Santistevan † (22 novembre 1930 - 30 marzo 1931 deceduto)
- Giacomo Ghio † (20 ottobre 1931 - 4 novembre 1935 deceduto)
- Ildebrando Antoniutti † (19 maggio 1936 - 19 marzo 1962 nominato cardinale presbitero di San Sebastiano alle Catacombe)
- Marcel-François Lefebvre, C.S.Sp. † (7 agosto 1962 - 10 dicembre 1970 dimesso)